# سوختگی استنشاقی
سوختگی در راه هوایی می‌تواند در اثر استنشاق دود، بخار، هوای بیش از حد گرم یا بخارهای سمی و مواد شوینده و پاک‌کننده‌ها، غالباً در فضایی بدون تهویه اتفاق می‌افتد.
سوختگی مجاری هوایی می‌تواند بسیار جدی باشد زیرا تورم سریع بافت سوخته در مجاری هوایی می‌تواند به سرعت جریان هوا به ریه‌ها را مسدود کند.
تخمین زده می‌شود که سالانه ۱۳۰۰۰ تا ۲۲۰۰۰ فرد فقط در ایالات متحده دچار سوختگی استنشاق می‌شوند
علیرغم این تعداد زیاد، سوختگی‌های استنشاقی همچنان یک چالش بزرگ برای متخصصان گوش و حلق و بینی است.

## مدیریت و درمان
اکنون به خوبی این قضیه شناخته شده‌است که تشخیص سریع و درمان در هنگام سوختگی استنشاق بسیار مهم است، زیرا عوارض حاد، که گاهی اوقات به آن بی‌توجهی می‌شود، خود دلیل افزایش آسیب‌های جدی و حتی مرگ است.
در هر شرایط اضطراری، باید امنیت راه هوایی در بیماران دارای صدمات تنفسی که از اهمیت اساسی برخوردار است، تأمین شود. چراکه باید اکسیژن خالص به وی داده شود؛ بنابراین به هیچ وجه نباید در تماس با هوای آلوده بود.
با این حال مکانیسم بدن انسان گرما را متعادل نگه می‌دارد ولی وقتی سوختگی به مرحلهٔ تورم برسد آن وقت است که خطر مرگ ۱۰برابر افزایش می‌یابد.
با وجود پیشرفت در این زمینه متأسفانه متخصصان گوش، حلق و بینی هنوز الگوی مشخصی برای مقابله با آن ندارند؛ اما داروهایی مانند هپارین‌سولفات ، N-استیل سیستئین و آلبوترول به اثبات رسیده‌است که در معالجه بیماران مبتلا به سوختگی استنشاقی کمک می‌کند.
همچنین ویتامین E هر روز ۴۰۰واحد و ویتامینC بسیار بر درمان مؤثر است